# Tretmiststall
Ein Tretmiststall ist ein Stall, der hauptsächlich in der Bullenmast und der Mutterkuhhaltung vorzufinden ist. Es ist ein Stall mit zwei getrennten Funktionsbereichen. Im Liege- und Aufenthaltsbereich hat der Boden ein Gefälle zwischen 0 und 5 Prozent hin zum Fressbereich. Das im Liegebereich eingestreute Stroh (circa 2 kg pro Tier und Tag) wird von den Tieren durch ihr Gewicht vermischt mit Kot und Harn als Mist Richtung Fressbereich getreten, um von dort durch den Landwirt alle drei bis vier Tage entfernt zu werden. Durch das Eigengewicht der Tiere (welche mindestens 180 kg wiegen sollten) rutscht der Mist nach unten und der Landwirt muss nur oben neu einstreuen und unten ausmisten.
Der Tretmiststall ist nur für Tiere über 200 kg Lebendgewicht geeignet und zur Funktionssicherheit ist ein Mindestbesatz von mindestens 100 kg Lebendgewicht pro m² notwendig.